# Haltepunkt Köln Hansaring
Der Haltepunkt Köln Hansaring ist ein Bahnhofsteil des etwa einen Kilometer östlich gelegenen Kölner Hauptbahnhofs.

## Lage
Wenige hundert Meter westlich des Haltepunktes schließt sich der Betriebsbahnhof Köln Hansaring Wendeanlage an. Hier zweigt die S-Bahn-Strecke in Richtung Neuss über Köln-Nippes und Köln-Chorweiler an der Linksniederrheinischen Strecke von der, parallel zur Schnellfahrstrecke Köln–Aachen geführten, S-Bahn-Strecke nach Düren über Köln-Ehrenfeld und Köln-Weiden ab.
Haltepunkt und Betriebsbahnhof bilden zusammen das westliche Ende der Stammstrecke der S-Bahn Köln. Der Haltepunkt wird an Werktagen stündlich von 28 Zügen bedient. Die S-Bahnen halten hier an einem Mittelbahnsteig, der bis 2021 eine Länge von 145 Metern hatte und dann auf eine Länge von 162 Metern verlängert wurde.
Ein großer Teil des Bahnsteiges befindet sich auf der Brücke über die namensgebende Straße Hansaring, auf die alle Zugänge münden. Im Mittelstreifen des Hansarings besteht eine überdachte Wegeverbindung zwischen dem S-Bahnhof Köln Hansaring und dem U-Bahnhof Hansaring der Stadtbahn Köln.

## Geschichte

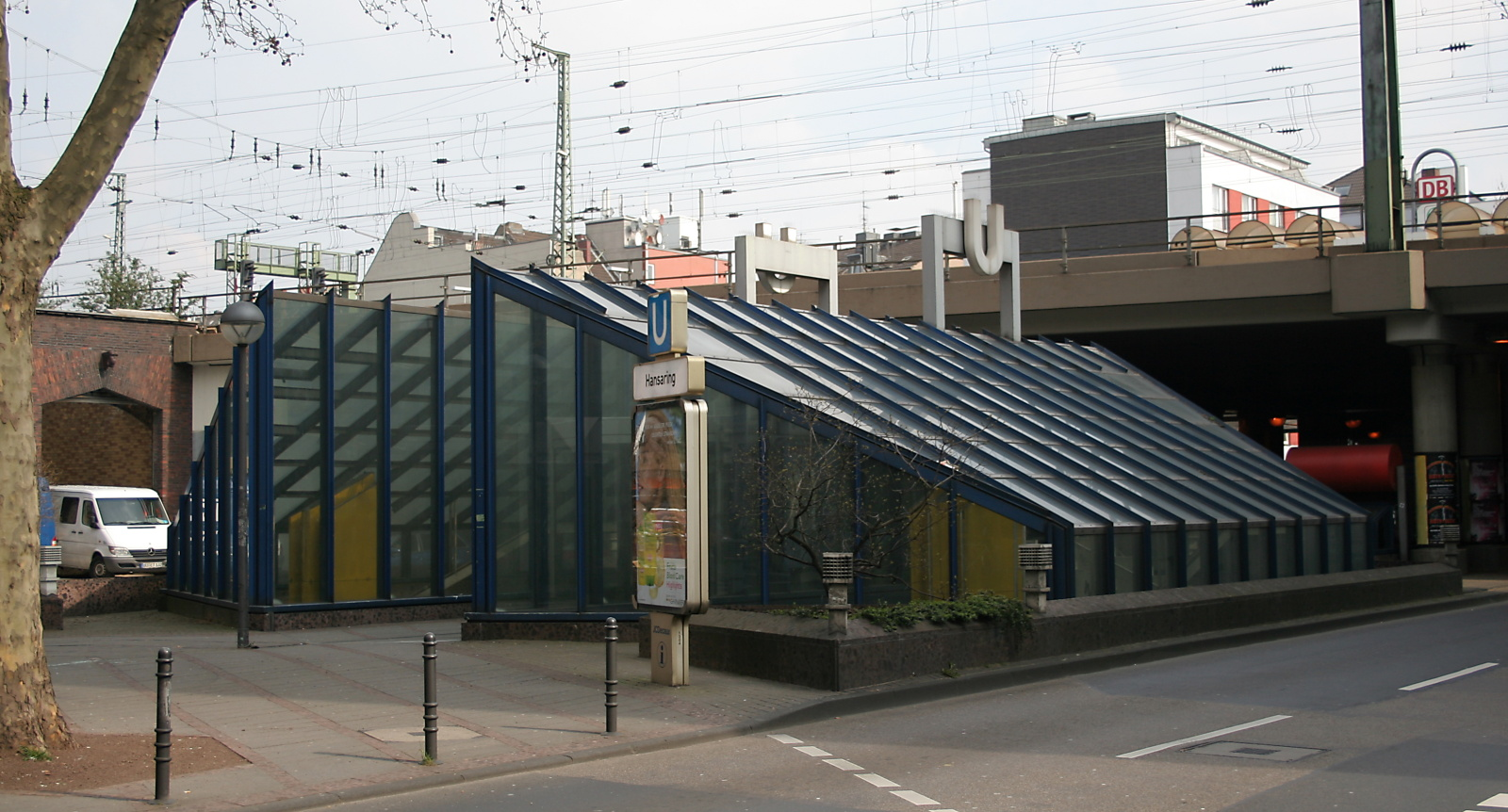
Nördlicher Zugang der Stadtbahnstation unter der Eisenbahnbrücke

Der Haltepunkt Köln Hansaring hat eine lange Eisenbahnvergangenheit. Bereits ab 1859 durchquerte an dieser Stelle die Zulaufstrecke zum neuen „Centralbahnhof“ die mittelalterliche Stadtmauer. Nach dem Abriss der Stadtmauer 1881 entstand eine breite Ringstraße, die in diesem Bereich in Anlehnung an die Kölner Vergangenheit als Hansestadt als „Hansaring“ bezeichnet wurde. Mit dem Bau des neuen Hauptbahnhofs wurden die Gleisanlagen ab 1889 um sechs Meter angehoben. Auf dem Hansaring befand sich zu dieser Zeit bereits eine Pferdebahnstrecke, ab 1903 dann eine Straßenbahnstrecke.
Für die S-Bahn wurde die Eisenbahnstrecke auf der Nordseite um zwei Gleise erweitert. Dabei entstand der S-Bahn-Haltepunkt, gleichzeitig erhielt der U-Bahnhof einen zweiten Zugang als Verknüpfung mit dem neuen S-Bahnhof.

## U-Bahn-Station
Zu Beginn der 1970er Jahre wurde der Hansaring für die Stadtbahn Köln untertunnelt; die dabei entstandene unterirdische Haltestelle in einfacher Tieflage wurde am 25. August 1974 dem Verkehr übergeben. Als Zugang zum neuen S-Bahn-Haltepunkt erhielt der U-Bahnhof einen zweiten Zugang und auf zwei Dritteln seiner Länge einen Hochbahnsteig. Die Einweihung der Station war am 27. Mai 1990. In den Osterferien 2003 wurde die Hälfte des Hochbahnsteiges wieder zurückgebaut, um den Einsatz von Niederflurwagen in Doppeltraktion auf der Ringstrecke zu ermöglichen.

## Linien
Der Haltepunkt Köln Hansaring wird von folgenden Linien bedient:
| Linie | Verlauf | Takt |
| ----- | --- | --- |
| S 6   | Essen Hbf – Essen Süd – E-Stadtwald – E-Hügel – E-Werden – Kettwig – Kettwig Stausee – Hösel – Ratingen Ost – D-Rath – D-Rath Mitte – D-Derendorf – D-Zoo – D-Wehrhahn – Düsseldorf Hbf – D-Volksgarten – D-Oberbilk – D-Eller Süd – D-Reisholz – D-Benrath – D-Garath – D-Hellerhof – Langenfeld-Berghausen – Langenfeld (Rheinland) – Lev.-Rheindorf – Lev.-Küppersteg – Leverkusen Mitte – Lev.-Chempark – K-Stammheim – K-Mülheim – K-Buchforst – K-Messe/Deutz – Köln Hbf – K-Hansaring – K-Nippes (– K-Geldernstr./Parkgürtel – K-Longerich – K-Volkhovener Weg – K-Chorweiler – K-Chorweiler Nord – K-Blumenberg – K-Worringen) Stand: Fahrplanwechsel Dezember 2023 | 20 min (werktags) 30 min (sonn-/feiertags, Essen–Düsseldorf auch samstags) Nippes–Worringen nur werktags 5–20 Uhr und sonn-/feiertags 11–21 Uhr |
| S 11  | D-Flughafen Terminal – D-Unterrath – D-Derendorf – D-Zoo – D-Wehrhahn – Düsseldorf Hbf – D-Friedrichstadt – D-Bilk – D-Völklinger Straße – D-Hamm – NE Rheinparkcenter – NE Am Kaiser – Neuss Hbf – Neuss Süd – Norf – NE-Allerheiligen – Nievenheim – Dormagen – Dormagen-Chempark – Köln-Worringen – K-Blumenberg – K-Chorweiler Nord – K-Chorweiler – K-Volkhovener Weg – K-Longerich – K-Geldernstraße/Parkgürtel – K-Nippes – K-Hansaring – Köln Hbf – K-Messe/Deutz – K-Buchforst – K-Mülheim – K-Holweide – K-Dellbrück – Duckterath – Bergisch Gladbach Stand: Fahrplanwechsel Dezember 2023                                                                        | 20 min |
| S 12  | Horrem – Frechen-Königsdorf – Köln-Weiden West – Köln-Lövenich – Köln-Müngersdorf Technologiepark – Köln-Ehrenfeld – Köln Hansaring – Köln Hbf – Köln Messe/Deutz – Köln Trimbornstraße – Köln Airport Businesspark – Köln Steinstraße – Porz (Rhein) – Porz-Wahn – Spich – Troisdorf – Siegburg/Bonn – Hennef (Sieg) – Hennef Im Siegbogen – Blankenberg (Sieg) – Merten (Sieg) – Eitorf – Herchen – Dattenfeld (Sieg) – Schladern (Sieg) – Rosbach (Sieg) – Au (Sieg) Stand: Fahrplanwechsel Dezember 2023 | 20 min (Horrem–Hennef) 60 min (Hennef–Au) |
| S 19  | Düren – Merzenich – Buir – Sindorf – Horrem – Frechen-Königsdorf – Köln-Weiden West – Köln-Lövenich – Köln-Müngersdorf Technologiepark – Köln-Ehrenfeld – Köln Hansaring – Köln Hbf – Köln Messe/Deutz – Köln Trimbornstraße – Köln Frankfurter Straße – Köln/Bonn Flughafen – Porz-Wahn – Spich – Troisdorf – Siegburg/Bonn – Hennef (Sieg) – Hennef Im Siegbogen – (Blankenberg (Sieg) /) Merten (Sieg) – Eitorf – Herchen – Dattenfeld (Sieg) – Schladern (Sieg) – Rosbach (Sieg) – Au (Sieg) Stand: Fahrplanwechsel Dezember 2023 | 20/40 min (Horrem–Hennef) 60 min (Hennef–Au) |
| RB 25 | Oberbergische Bahn: Köln Hansaring – Köln Hbf – Köln Messe/Deutz – Köln Trimbornstraße – Köln Frankfurter Straße – Rösrath-Stümpen – Rösrath – Hoffnungsthal – Lohmar-Honrath – Overath – Engelskirchen – Ründeroth – Gummersbach-Dieringhausen – Gummersbach – Marienheide – Meinerzhagen – Kierspe – Halver-Oberbrügge – Lüdenscheid-Brügge – Lüdenscheid Stand: Fahrplanwechsel Dezember 2023 | 30 min (Köln–Gummersbach) 60 min (Gummersbach–Lüdenscheid)                                                                                      |

In der U-Bahn-Station verkehren folgende Linien:
| Linie | Verlauf | Takt   |
| ----- | --- | ------ |
| 12    | Merkenich – Niehl Nord – Weidenpesch – U Neusser Straße/Gürtel – U Florastraße – U Lohsestraße – U Ebertplatz – U Hansaring – U Christophstraße/Mediapark – U Friesenplatz – U Rudolfplatz – Zülpicher Platz – Barbarossaplatz – Zollstock                               | 10 min |
| 15    | Chorweiler – Heimersdorf – Longerich – Weidenpesch – U Neusser Straße/Gürtel – U Florastraße – U Lohsestraße – U Ebertplatz – U Hansaring – U Christophstraße/Mediapark – U Friesenplatz – U Rudolfplatz – Zülpicher Platz – Barbarossaplatz – Chlodwigplatz – Ubierring | 10 min |

Im Busverkehr verkehrt folgende Linie:
| Linie | Fahrstrecke |
| ----- | --- |
| 127   | Longerich, Longericher Str. – Longerich – Pesch – Mengenich – Ossendorf – Bilderstöckchen – Geldernstraße/Parkgürtel – Nippes – Nippes, Merheimer Platz – Hansaring – Ebertplatz |